# Beaumont-le-Roger
Beaumont-le-Roger je francouzská obec v departementu Eure v regionu Normandie. V roce 2010 zde žilo 2 994 obyvatel. Je centrem kantonu Beaumont-le-Roger.

## Vývoj počtu obyvatel
Počet obyvatel 